# Terry Jones
Terence Graham Perry Jones (Colwyn Bay, Wales, 1942. február 1. – London, 2020. január 21.) walesi származású komikus, író, forgatókönyvíró, színész, rendező, népszerű történész, a Monty Python csoport tagja.

## Életpályája
Apja walesi, anyja angol volt. A Royal Grammar School-ba járt iskolába Guildfordba, 1961-ben szerzett diplomát az Oxfordi Egyetemen. Michael Palin ugyanabba az iskolába járt, így alkalma volt, látni és hallgatni egy karácsonyi előadáson jelenetét, melyet Palin egy iskolai barátjával írt. Csatlakozott hozzájuk és elkezdtek együtt humoros jeleneteket írni. Szintén Michael Palinnel játszott többek között az Oxford Revüben. Folyamatosan tartották a kapcsolatot.
Palinnel közösen show-műsorokba írt jeleneteket az iskola elvégzése után, ilyen volt a gyerekműsornak szánt, de inkább a felnőttek körében sikeres A hiba nem az ön készülékében van (Do Not Adjust Your Set) című műsor is, melyben a későbbi Monty Python tagokkal, Eric Idle-lal és az animátorként közreműködő Terry Gilliamel dolgozhatott együtt. Jeleneteket írt a Frost-jelentés (The Frost Report) című műsornak és David Frost egyéb műsorainak is, így együtt dolgozott Marty Feldmannel, és a későbbi Monty Python tagokkal: Eric Idle, Michael Palin, Graham Chapman, John Cleese. (Terry Gilliam amerikai.)
A Monty Python Repülő Cirkusza címet viselő sorozatban Jones továbbra is Palinnel közösen írt. A sorozatban sokféle karaktert alakított: a Cincorgonáján játszó zeneszerzőt, az embert, akinek három fenékgerezdje van, Kétfészeres Jacksont, a nyilvános vetkőzésben egy Chaplin stílusú figurát, a Püspököt, de leginkább visító hangú középkorú nő-ábrázolásai emlékezetesek.
A Monty Python csoport 1974-ben feloszlott, de három film erejéig és a turnékon még együtt dolgoztak. A Gyalog galopp című filmet Terry Gilliammel közösen rendezték, a Brian életének és az Az élet értelmének egyedül Jones a rendezője. Filmjeiben fontos szerepet kap a vizuális humor.
A Palin–Jones páros Kalandos történetek (Ripping Yarns) című sorozata 1976-tól három éven keresztül volt látható a BBC-n, ezt közösen írták, de csak Palin játszott benne.
Jones 1986-ban forgatókönyvírója volt a Fantasztikus labirintus című filmnek (Labyrinth).
1989-es filmje az Erik, a viking, melynek írója és rendezője. A fontosabb szerepeket saját magán kívül Tim Robbinsra, Eartha Kittre, Mickey Rooneyra és John Cleese-re osztotta.
1996-ban írta és rendezte a Békavári Uraság (The Wind in the Willows) című filmet. A szereplőgárdában itt is a humorban ismerősen csengő nevek szerepeltek: Eric Idle, John Cleese, Michael Palin, Stephen Fry, és Jones maga is játszik benne.
2002 novemberében fellépett George Harrison emlékkoncertjén.
Később könyveket írt, és nagy sikerű, vitákat kiváltó televíziós dokumentumfilmekben mutatta be nézőinek az ókort, a középkort és a számrendszerek történetét. Középkori életek (Medieval Lives) című könyvében arról ír, hogy ez a kor sokkal élhetőbb és összetettebb volt, hogysem a „sötét középkor” kifejezés ráillene. Barbárok (Barbarians) könyvében pedig kiemeli, hogy a Római Birodalomban a kulturális vívmányok sokkal fontosabbak voltak, mint amennyire a történetírók általában hiszik.
Több vezércikket írt a The Guardian, a The Daily Telegraph és a The Observer című lapokba az iraki háborút elítélve.
Tagja a Brit Költészeti Társaságnak (UK Poetry Society), versei jelentek meg a Poetry Review című költészeti folyóiratban.
2009. október 23-án a Nem a Messiás (Not a Messiah), Eric Idle és John du Prez által írt ötrészes komikus oratórium bemutatóján szerepelt. Az angliai bemutatót a londoni Royal Albert Hallban, a Monty Python csoport megalakulásának 40. évfordulójára időzítették. Vendégek voltak még: Michael Palin, Terry Gilliam, Carol Cleveland, Neil Innes.
2014-ben újra összeállt a Monty Python csoport. Eric Idle rendezte a műsort, melyet a londoni Royal Albert Hallban rendeztek meg. A többi élő taggal együtt utoljára léptek fel, ezzel lezárva 45 évet és a több évtizedes találgatásokat a lehetséges újraegyesülésre. 

## Magánélete
Alison Telfertet 1970-ben vette feleségül, két gyerekük született: Sally (1974) és Bill (1976). A házassága tönkrement, miután elismerte, hogy szerelmes lett egy 26 éves diáklányba, Anna Söderströmbe.
2009. április 27-én bejelentették, hogy gyereket várnak barátnőjével, akivel öt éve jártak. Lányuk, Siri, 2009 szeptember elején született. Házassága jogilag továbbra is érvényben maradt Alison Telferrel.
2016 szeptemberében progresszív afáziát diagnosztizáltak nála, a demencia egyik súlyos formáját, mely beszédzavarral jár.
Michael Palin barátjával rendszeres sétákat szerveznek, nem csak privátban, hanem a betegséggel kapcsolatosan az Alzheimer Társaság javára is.

## Díjai
- Bafta Cymru életműdíj (2016 október 2.)

## Érdekességek
- Négy filmjéből hármat betiltottak Írországban. Köztük a Brian életét és az Élet értelmét.
- A 9622 Terryjones nevű aszteroida róla lett elnevezve.

## Kötetei magyarul
- Douglas Adams Titanic csillaghajója; ford. Kollárik Péter; Gabo, Bp., 1998
- Terry Jones–Alan Ereiraː Könnyed középkor; ford. Erdős Zsolt; Magyar Könyvklub, Bp., 2005
- Az élet értelme. Monty Python. A film teljes szövegkönyve; nagyjátékfilm rend. Terry Jones, írta Graham Chapman et al., kísérőfilm rend. Terry Gilliam, ford. Galla Miklós, Bárány Ferenc; Cartaphilus, Bp., 2006

## Filmjei
Magyarországon is ismert filmjeiből:
- A hiba nem az ön készülékében van (Do Not Adjust Your Set, 1967)
- Monty Python Repülő Cirkusza (Monty Python's Flying Circus 46 rész, 1969-1974)
- És most következzék valami egészen más (And Now for Something Completely Different, 1971)
- Gyalog galopp (Monty Python and the Holy Grail, 1975)
- Kalandos történetek sorozat (Ripping Yarns, 1976)
- Gruffacsór (Jabberwocky, 1977)
- Brian élete (Monty Python's Life of Brian, 1979)
- Monty Python Amerikában (Monty Python Live at the Hollywood Bowl, 1982)
- Az élet értelme (Monty Python's The Meaning of Life, 1983)
- A Papagáj-jelenet nincs benne (Parrot Sketch Not Included, 1989)
- Erik, a viking (Erik the Viking, 1989)
- Az ifjú Indiana Jones kalandjai (The Young Indiana Jones Chronicles (1 rész-rendezőként, 1992)
- Békavári Uraság (The Wind in the Willows, 1996)

## További információ
- Hivatalos oldal
- Terry Jones a PORT.hu-n (magyarul)
- Terry Jones az Internetes Szinkronadatbázisban (magyarul)
- Terry Jones az Internet Movie Database-ben (angolul)
- Terry Jones a Rotten Tomatoeson (angolul)